# Winnebago (Illinois)
Winnebago és una vila dels Estats Units a l'estat d'Illinois. Segons el cens del 2000 tenia 3.000 habitants.

## Demografia
Segons el cens del 2000, Winnebago tenia 2.958 habitants, 1.009 habitatges, i 841 famílies. La densitat de població era de 821,6 habitants/km².
Dels 1.009 habitatges en un 50,3% hi vivien nens de menys de 18 anys, en un 69,9% hi vivien parelles casades, en un 10,7% dones solteres, i en un 16,6% no eren unitats familiars. En el 14,1% dels habitatges hi vivien persones soles el 7,2% de les quals corresponia a persones de 65 anys o més que vivien soles. El nombre mitjà de persones vivint en cada habitatge era de 2,93 i el nombre mitjà de persones que vivien en cada família era de 3,24.
Per edats la població es repartia de la següent manera: un 34,3% tenia menys de 18 anys, un 5,7% entre 18 i 24, un 32,6% entre 25 i 44, un 19,1% de 45 a 60 i un 8,3% 65 anys o més.
L'edat mediana era de 34 anys. Per cada 100 dones de 18 o més anys hi havia 90,8 homes.
La renda mediana per habitatge era de 59.891 $ i la renda mediana per família de 62.685 $. Els homes tenien una renda mediana de 44.851 $ mentre que les dones 25.817 $. La renda per capita de la població era de 21.019 $. Aproximadament el 0,9% de les famílies i l'1,1% de la població estaven per davall del llindar de pobresa.

## Poblacions properes
El següent diagrama mostra les poblacions més properes.